# Neuwiller
Neuwiller (in tedesco Neu-Weiler, in alsaziano Neuweiler) è un comune francese di 541 abitanti situato nel dipartimento dell'Alto Reno nella regione del Grand Est.
Il comune fa parte della conurbazione di Basilea (Svizzera) ed è circondato per tre lati dalla Svizzera.

## Società

### Evoluzione demografica
Abitanti censiti